# Альфильдит
Альфильдит - минерал вторичного происхождения. Он назван в честь Федерико Ахлфелда (1892-1982), немецко-боливийского геолога и минералога, который изучал минералы Боливии. Был открыт в шахтах Вирген де Суруми, каньон Пакаяке, провинция Чаянта, департамент Потоси, Боливия.

## Кристаллографические свойства
Точечная группа - 2/m - Prismatic
Сингония - Моноклинная
Параметры ячейки - a = 7.53Å, b = 8.76Å, c = 6.43Å, β = 99.08°
Отношение - a:b:c = 0.86 : 1 : 0.734
Число формульных единиц (Z) - 4
Объем элементарной ячейки - V 418.83 Å³ (рассчитано по параметрам элементарной ячейки)